# Conus variegatus
Conus variegatus é uma espécie de gastrópode do gênero Conus, pertencente a família Conidae.